# Henry Parry
Henry Parry (ur. 1561, zm. 1616) – biskup anglikański.

## Życiorys
Henry Parry urodził się w grudniu 1561 roku prawdopodobnie w Salisbury. Był synem Henry'ego Parry'ego, kanclerza katedry w Salisbury i wnukiem Williama Parry'ego z Wormbridge. 13 listopada 1786 został przyjęty do Corpus Christi College w Oksfordzie. 28 października 1581 uzyskał bakalaureat, 3 kwietnia 1585 roku magisterium, a w 1886 członkostwo. Został kapelanem królowej Elżbiety I Wielkiej i był obecny przy jej śmierci. Za panowania króla Jakuba I Stuarta został najpierw dziekanem Chester (1605), następnie biskupem Gloucester (1607) i Worcester (1610). Zmarł 12 grudnia 1616 w Worchester i został pochowany w tamtejszej katedrze. 

## Dzieła
Henry Parry był tłumaczem dzieł teologicznych. Przełożył na angielski Katechizm Heidelberski z komentarzem Zachariasa Ursinusa.